# Terry Carter

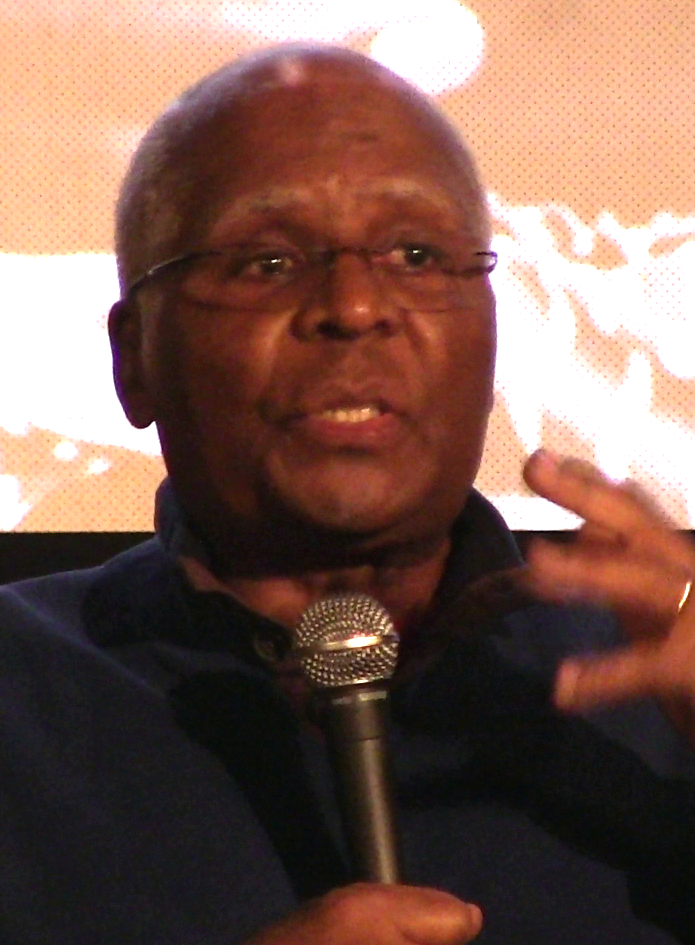
Terry Carter (2015)

Terry Carter (* 16. Dezember 1928 als John Everett DeCoste in New York City; † 23. April 2024 ebenda) war ein US-amerikanischer Schauspieler. Er wurde unter anderem durch seine Rolle als Colonel Tigh in der Fernsehserie Kampfstern Galactica bekannt.

## Leben
Carter wirkte von 1955 bis 2012 in mehr als 40 Film- und Fernsehproduktionen mit. Er arbeitete außerdem in den 1960er Jahren als Nachrichtensprecher für WBZ-TV in Boston. 1974 übernahm er eine tragende Rolle in dem Blaxploitationfilm Foxy Brown. Für das Filmporträt A Duke Named Ellington wurde er 1988 für einen Emmy nominiert.
Carter gründete 1979 mit Council for Positive Images eine Non-Profit-Organisation, die sich um interkulturelles Verstehen auch zwischen verschiedenen Ethnien bemühte. 1983 wurde Carter in die Academy of Motion Picture Arts and Sciences aufgenommen.
Er war von 1964 bis 1990 mit Anna DeCoste verheiratet; aus der Ehe gingen zwei Kinder hervor. Von 1991 bis 2006 war er mit Beate Glatved DeCoste verheiratet. Er starb im April 2024 im Alter von 95 Jahren in New York City und hinterlässt seine Ehefrau Etaferhu Zenebe-DeCoste.

## Filmografie (Auswahl)

### Kino
- 1961: Sein Name war Parrish (Parrish)
- 1969: Attraction (Nerosubianco)
- 1973: Brother on the Run
- 1974: Foxy Brown
- 1974: Benji – Auf heißer Fährte (Benji)
- 1974: Abby
- 1978: Kampfstern Galactica (Battlestar Galactica)
- 1979: Mission Galactica: Angriff der Zylonen (Mission Galactica: The Cylon Attack)
- 1998: Commander Hamilton (Hamilton)
- 2012: Agent Hamilton – Im Interesse der Nation (Hamilton – I nationens intresse)

### Fernsehen
- 1955–1959: The Phil Silvers Show (Fernsehserie, 90 Episoden)
- 1957: The Big Story (Fernsehserie, 1 Episode)
- 1957: The Green Pastures (Fernsehfilm)
- 1958–1960: Playhouse 90 (Fernsehserie, 3 Episoden)
- 1961: Gnadenlose Stadt (Fernsehserie, 1 Episode)
- 1964: Breaking Point (Fernsehserie, 1 Episode)
- 1964: Dr. Kildare (Fernsehserie, 1 Episode)
- 1965: For the People (Fernsehserie, 1 Episode)
- 1965: Combat! (Fernsehserie, 1 Episode)
- 1965: Preston & Preston (Fernsehserie, 1 Episode)
- 1969: Süß, aber ein bißchen verrückt (Fernsehserie, 1 Episode)
- 1969: The Bold Ones: The New Doctors (Fernsehserie, 1 Episode)
- 1969: Bracken’s World (Fernsehserie, 1 Episode)
- 1970: Mannix (Fernsehserie, 1 Episode)
- 1968–1970: Julia (Fernsehserie, 3 Episoden)
- 1970: The Most Deadly Game (Fernsehserie, 1 Episode)
- 1970–1977: Ein Sheriff in New York (Fernsehserie, 41 Episoden)
- 1971: Company of Killers (Fernsehfilm)
- 1971: Two on a Bench (Fernsehfilm)
- 1973: Search (Fernsehserie, 1 Episode)
- 1973: Der sechs Millionen Dollar Mann – Das Erpressersyndikat (Fernsehfilm)
- 1976: Mein Freund Taffdi (Fernsehserie, 1 Episode)
- 1978–1979: Kampfstern Galactica (Fernsehserie, 21 Episoden)
- 1982: Die Jeffersons (Fernsehserie, 1 Episode)
- 1982–1985: Ein Colt für alle Fälle (Fernsehserie, 2 Episoden)
- 1984: Falcon Crest (Fernsehserie, 1 Episode)
- 1987: Mr. Belvedere (Fernsehserie, 1 Episode)
- 1988: A Duke Named Ellington
- 1988: 227 (Fernsehserie, 1 Episode)
- 1988: Highwayman (Fernsehserie, 1 Episode)
- 1989: McCloud rechnet ab (The Return of Sam McCloud) (Fernsehfilm)
- 1994: One West Waikiki (Fernsehserie, 1 Episode)
- 2001: Hamilton (Fernsehminiserie)

### Kurzfilm
- 1999: Battlestar Galactica: The Second Coming
- 2003: Galacticon